# Natal'ja Matveeva
Natal'ja Konstantinovna Matveeva (in russo Наталья Константиновна Матвеева?; Mosca, 23 maggio 1986) è una fondista russa.

## Biografia
In Coppa del Mondo ha esordito il 12 dicembre 2004 in Val di Fiemme (13ª), ha ottenuto il primo podio il 22 ottobre 2005 a Düsseldorf (3ª) e la prima vittoria il 27 ottobre 2007 nella medesima località.
In carriera ha preso parte a due edizioni dei Giochi olimpici invernali, Torino 2006 (30ª nella sprint) e Soči 2014 (20ª nella sprint), e a sei dei Campionati mondiali, vincendo una medaglia.
Il 25 agosto 2009 è stata resa nota la sua positività all'EPO ad un test antidoping effettuato dopo la gara di Coppa del Mondo della Val di Fiemme del 3 gennaio precedente; tutti i risultati ottenuti da allora sono stati annullati e la Matveeva è stata squalificata per due anni. La sciatrice è tornata alle gare nel marzo del 2011, ma nell'ambito delle inchieste sul doping di Stato in Russia, il 22 dicembre 2017, il Comitato Olimpico Internazionale ha accertato una violazione delle normative antidoping da parte della Matveeva in occasione delle Olimpiadi di Soči, annullando conseguentemente i risultati ottenuti e proibendole di partecipare a future edizioni dei Giochi olimpici. Il 1º febbraio 2018 il Tribunale Arbitrale dello Sport ha però accolto il ricorso presentato dalla Matveeva contro tale decisione; conseguentemente, anche la Federazione Internazionale Sci ha revocato la propria sospensione.

## Palmarès

### Mondiali
- 1 medaglia:
  - 1 argento (sprint a squadre a Lahti 2017)

### Mondiali juniores
- 1 medaglia:
  - 1 argento (sprint a Kranj 2006)

### Coppa del Mondo
- Miglior piazzamento in classifica generale: 17ª nel 2007
- 19 podi (12 individuali, 7 a squadre):
  - 4 vittorie (2 individuali, 2 a squadre)
  - 9 secondi posti (7 individuali, 2 a squadre)
  - 6 terzi posti (3 individuali, 3 a squadre)

#### Coppa del Mondo - vittorie
| Data             | Località   | Nazione  | Spec.                            |
| ---------------- | ---------- | -------- | -------------------------------- |
| 27 ottobre 2007  | Düsseldorf | Germania | SP TL                            |
| 21 dicembre 2008 | Düsseldorf | Germania | TS TL (con Natal'ja Korostelëva) |
| 14 gennaio 2017  | Dobbiaco   | Italia   | SP TL                            |
| 15 gennaio 2017  | Dobbiaco   | Italia   | TS TL (con Julija Belorukova)    |

Legenda:

TL = tecnica libera

SP = sprint

TS = sprint a squadre